# Жасмін Мастерс
Жасмін Мастерс (англ. Jasmine Masters) сценічне ім'я Мартела Робінсона (англ. Martell Robinson) (нар.16 жовтня 1976) — американська Дрег-квін, інтернет зірка, ютубер та стенд-ап комік. Краще відома своєю участю у 7 сезоні «RuPaul's Drag Race» та 4 сезоні «RuPaul's Drag Race All Stars». «New York Magazine» назвав Мастерс однією з найвпливовіших дреґ-квін Америки в червні 2019 року.

## Біографія
До «Drag Race» Робісон знявся у фільмі «Перша неділя», у ролі Мордекая в 2008 році. Також разом з іншим випускником «Drag Race» Вілламом, знявся в одному епізоді серіалу «Нова норма» в 2013 році.

### RuPaul's Drag Race
Жасмін була оголошеною однією з чотирнадцяти учасниць, сьомого сезону «RuPaul's Drag Race», 2 березня 2015 року. Вибувши із змагання в третьому епізоді, після програшу в ліпсинку проти Кеннеді Давенпорт, занявши 12 місце. Під час участі в шоу Жасмін отримувала онлайн-погрози смертю, включаючи расистські образи, врешті-решт призвело до того, що РуПол захистив Мастерс у Twitter. Мастерс зпародувала Ніна Боніна Браун в дев'ятому сезоні у міні-грі «Snatch Game».
Мастерс знімалася в спеціальному епізоді «RuPaul's Drag Race Holi-slay Spectacular». Пізніше Жасмін опублікувала відео на YouTube, пояснивши, чому його не показали так само, як інших учасників, заявивши, що Шанхела запізнилася на одну з репетицій, через що Мастерс засмутився та покинув зйомки раніше.
Мастерс оголосив зо буде учасником 4 сезону «RuPaul's Drag Race All Stars». Жасмін вибула в першому ж епізоді, програвши Трініті Так, в щосезонному шоу Стенд-ап талантів зайнявши 10 місце. Жасмін мала шанс повернутися в шостому епізоді, де ліквідовані королеви повертаются до королев, які ще змагаются, але знову програла Трініті в конкурсі ліпсинку, усунувши її назавжди.
Жасмін з'явилася у ролі гістя в першому епізоді 11 сезону «Drag Race».

### ПісляDrag Race
Після «Drag Race» Жасмін була однією з дреґ-квін пародуючих Майлі Сайрус на VMA в 2015 році.
Робінсон є відомим блогером на YouTube каналі. Його відео «RuPaul Dragrace fucked up drag», критикуюче нинішній стиль дреґу, викликало обурення з боку шанувальників і інших дреґ-квін, включаючи Фі Фі О'Хару. Ролик був продемонстровано в Шоу Віллама «Willam's Beatdown». 
Його відео «Fix ur breath» було викладено в дописі в Instagram аккаунті Джастіна Бібера, завдяки чому воно стало вірусним.
Через вірусний успіх Мастерс вона є ведучою власного вебшоу з WowPresent під назвою «Jasmine Masters Master Class», перший епізод якого вийшов в 2018 році. Робінсон також був запрошеним гостем в епізоді шоу «Lemme Pick You Up» Ts Madison. Також знявся в кількох епізодах вебсеріалу «Wait, What?» разом з Кіморой Блак.
Разом з Темі Браун, Міз Крекер, Еврикою О'Хара, Ші Кулі та Джинджер Мінь знявся в декількох епізодах вебсеріалу від Billboard, «Spillin' The Tea», в червні 2018 року.
Мастерс знялася в відеокліпі Латріс Роял «Excuse the Beauty» 10 травня 2018, та Pandora Boxx  «Oops I Think I Pooped», 24 вересня 2018.
Мастерс взяв участь у написанні синґлу «And I Oop!» Адама Джозефа в червні 2019.

## Спадщина
Мастерс придумала термін «Джуш» (англ. Jush), що означає, дозволь мені «виправити» тебе або будь-який термін зв'язаний про любов.
Відеокліп Жасмін, «And I Oop» став інтернет-мемом в 2019 році. Він є нарізкою відеоролика на YouTube у 2015 році під назвою «Jasmine Masters handle your liquor». За словами Giphy, «And I Oop» Мастерса була найбільш використовуваним gif 2019 року, маючи понад 419 мільйонів переглядів.. 

## Дискографія

### Синґли

#### Запрошений виконавець
| Назва                                             | Рік  | Альбом                       |
| ------------------------------------------------- | ---- | ---------------------------- |
| «Freaky Money» (RuPaul разом з Жасмін Мастерс)    | 2015 | RuPaul Presents CoverGurlz 2 |
| «And I Oop!» (Адам Джозеф разом з Жасмін Мастерс) | 2019 | Неальбомний синґл            |

## Фільмографія

### Фільми
| Рік  | Назва        | Role     |
| ---- | ------------ | -------- |
| 2008 | Перша неділя | Мордекай |

### Телебачення
| Рік  | Назва                                    | У ролі |                       |
| ---- | ---------------------------------------- | ------ | --------------------- |
| 2013 | Нова норма                               |        |                       |
| 2015 | Королівські перегони Ру Пола (7 сезон)   | Себе   | Учасниця (12-е місце) |
| 2015 | RuPaul's Drag Race: Untucked             | Себе   |                       |
| 2018 | RuPaul's Drag Race Holi slay Spectacular | Себе   | Учасник (переможець)  |
| 2018 | RuPaul's Drag Race: All Stars (4 сезон)  | Себе   | Учасник (10-е місце)  |
| 2019 | RuPaul's Drag Race (11 сезон)            | Себе   | Гість - перший епізод |
| 2019 | Brunch With Tiffany                      | Себе   | Гість                 |

### Відеокліпи
| Рік  | Назва                                |
| ---- | ------------------------------------ |
| 2018 | Латріс Роял - Excuse the Beauty      |
| 2018 | Pandora Boxx - Oops I Think I Pooped |

### Веб серіали
| РІк       | Назва                        | У ролі | Прим.                            | Ref    |
| --------- | ---------------------------- | ------ | -------------------------------- | ------ |
| 2018      | Spillin' The Tea             | Себе   | Панеліст                         | [ 41 ] |
| 2018–нині | Jasmine Masters Master Class | Себе   | Ведуча                           | [ 42 ] |
| 2018      | Puff Puff Sessions           | Себе   | Епізод: «Конспірологічні теорії» | [ 43 ] |
| 2018      | Lemme Pick You Up            | Себе   | Гість                            | [ 44 ] |
| 2018      | Whatcha Packin'              | Себе   | Гість                            | [ 45 ] |
| 2018-19   | Wait, What?                  | Себе   | Гість                            | [ 46 ] |
| 2019      | Hey Qween                    | Себе   | Гість                            | [ 47 ] |
| 2019      | Brunch With Tiffany          | Себе   | Гість                            | [ 48 ] |
| 2019      | Detailz                      | Себе   | ГІсть                            | [ 49 ] |

## Нагороди та Номінації
| Рік  | Нагорода     | Категорія                 | Робота                        | Результат | Прим.         |
| ---- | ------------ | ------------------------- | ----------------------------- | --------- | ------------- |
| 2019 | WOWIE Awards | Найкращий вірусний момент | Jasmine Masters - «And I OOP» | Перемога  | [ 50 ] [ 51 ] |